# Beau
Beau (właściwie Christopher John Trevor Midgley), ur. maj 1946 w Leeds, Wielka Brytania – brytyjski muzyk folkowy specjalizujący się w grze na dwunastostrunowej gitarze. Pseudonim Beau wym. bou) w jęz. pol. oznacza „eleganta”.
Beau rozgłos zdobył pod koniec 1960 roku po nagraniach dla prezentera Johna Peela. Nagrał dla należącej do Peela wytwórni Dandelion Records: dwa albumy Beau (1969) i Creation (1971) z udziałem Jima Milne’a i Steve’a Claytona z brytyjskiego zespołu Tractor jako muzyków wspierających w kilku utworach. Prócz albumów wydał singel „1917 Revolution”, który odniósł większy sukces poza granicami Wielkiej Brytanii. Singel ten stanowił prawdopodobnie inspirację do powstania przeboju „A Horse with No Name” amerykańskiej grupy America.
Najbardziej znaną piosenką Beau jest „The Roses of Eyam” (napisana pod pseudonimem John Trevor), wykonywana przez folkowego muzyka Roya Mura i wydana na jego albumie Hard Times LP w 1985 roku. Wersja ta została później zamieszczona również na innym albumie tego samego artysty pt. Bailey's Past Masters CD w 1998 roku. Sam Beau nagrał utwór o wiele później, został on zamieszczony w 2007 roku w albumie pt. Cherry Red jako dodatkowy.
Beau nagrał kilkaset piosenek, nagrywał również pod pseudonimami John Trevor i Trevor Midgley.